# قلعه پیونگ‌یانگ
دژ پیونگ‌یانگ (به کره‌ای: 평양성) یا دژ جانگان (به کره‌ای: 장안성) آخرین پایتخت گوگوریو است که پس از انتقال پایتخت به این مکان در سال ۵۸۶ میلادی (سال بیست و هشتم سلطنت پادشاه پیونگ‌وون)، تا سقوط گوگوریو (سال بیست و هفتم پادشاه بوجانگ) به عنوان پایتخت بود. دلیل انتخاب دژ پیونگ‌یانگ به عنوان پایتخت این بود که به دلیل موقعیت مکانی برای جلوگیری از تهاجمات دشمنان خارجی مناسب بود و مساحت مسطح تری نسبت به «دژ نِه‌نای» داشت. زمانی که دژ پیونگ‌یانگ ساخته شد، تمام دیوارها در سه لایه ساخته شدند.

## موقعیت مکانی
محافل آکادمیک جریان اصلی فرض می‌کنند که دژ پیونگ‌یانگ در منطقه شهری شهر فعلی پیونگ‌یانگ کره شمالی واقع شده است. با این حال، برخی از محققان ادعا می‌کنند که شهر پیونگ‌یانگ در جایی که اکنون شهر لیائوانگ، چین نامیده می‌شود، قرار داشته است.

## ساختمان‌ها

### دروازه پوتونگ

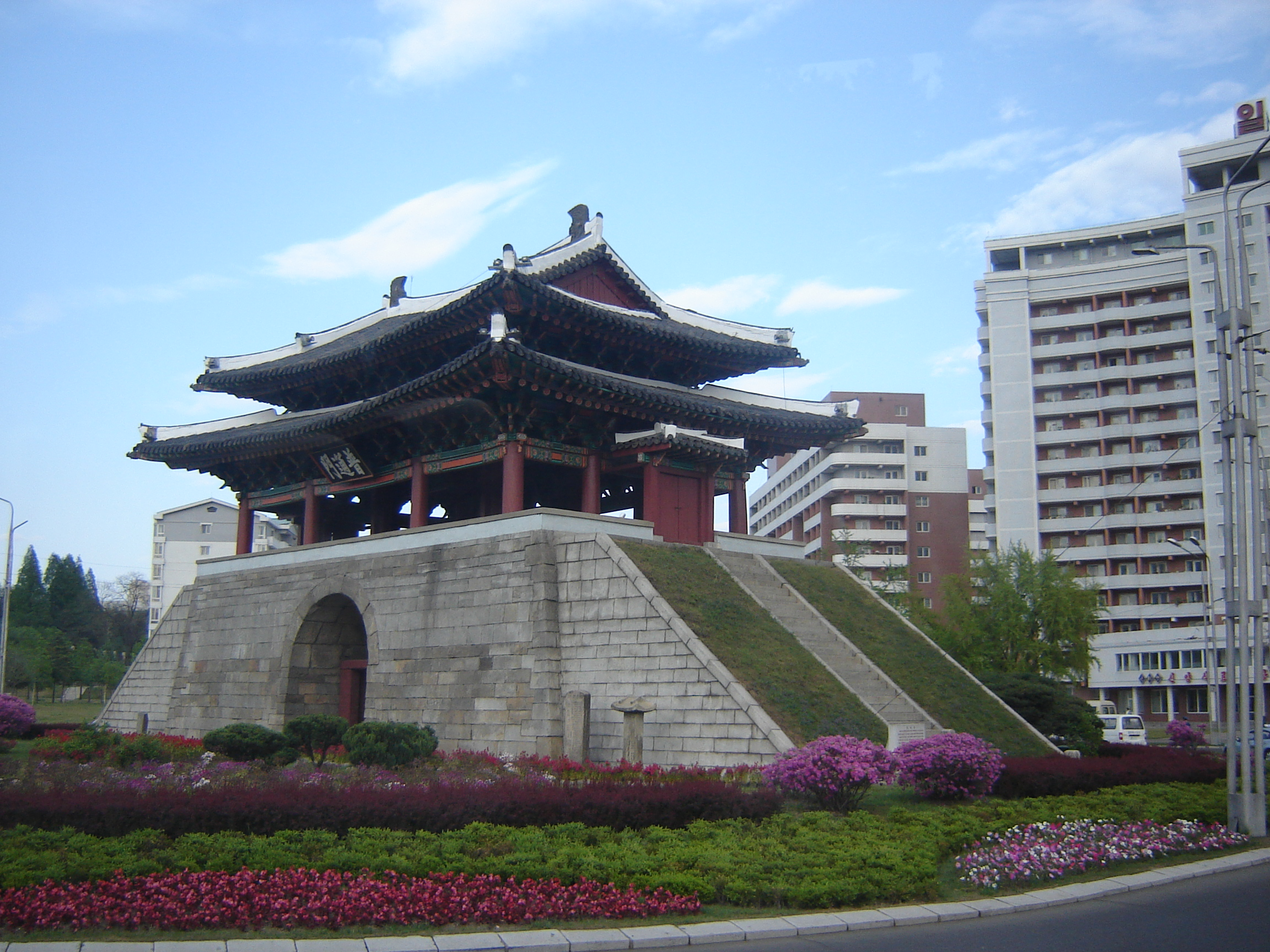
دروازه پوتونگ، قلعه پیونگ‌یانگ

دروازه پوتونگ ابتدا در زمان امپراتوری گوگوریو ساخته شد و سپس در زمان پادشاهی چوسان بازسازی شد. این دروازه ابتدا به عنوان دروازه غربی دژ مرکزی پیونگ‌یانگ در زمانی که گوگوریو در اواسط قرن ششم در حال ساختن دژ پیونگ‌یانگ بود، ساخته شد و به عنوان دروازه نگهداری شد. دروازه غربی سوگیونگ در زمان پادشاهی گوریو. نام دروازه پوتونگ به این دلیل است که در سواحل رودخانه پوتونگ واقع شده است، در تاریخ گوریو به عنوان «دروازه گوانگ دوکمون» نوشته شده است و همچنین به «اویانگوان» برای اشاره به دیدن دوباره خورشید صبحگاهی نامگذاری شده است. دروازه فعلی در سال ۱۴۷۳ میلادی بازسازی شد و به عنوان دروازه ای به شمال غربی دژ پیونگ‌یانگ، در موقعیت مهمی برای دفاع ملی و حمل و نقل قرار داشت، بنابراین از دوره گوگوریو تا دوره چوسان بسیار مهم تلقی می‌شد.
سبک معماری با شکوه و متعادل است که یادآور پادشاهی گوریو است. از یک خاکریز ساخته شده از گرانیت صیقلی و یک برج دروازه دو طبقه بر بالای آن ساخته شده است و هونگیمونگیل در وسط خاکریز ساخته شده است. در جلوی، درب تخته‌ای محکم با قطعات فلزی که در جلو و عقب ردیف شده بودند نصب شده بود. هونگیمون‌گیل، با خاکریزهای بلند و عرض ۴٫۴ متر و ارتفاع ۴٫۵۵ متر، مهارت‌های پیشرفته سنگ گذاری اجداد ما را نشان می‌دهد. برج دروازه دارای ۳ اتاق (۱۴٫۸ متر) در جلو و ۳ اتاق (۹٫۱۵ متر) در طرفین است. ارتفاع کلی دروازه پوتونگ کمی کمتر از دروازه‌های دیگر است و مساحت طبقه دوم نسبت به مساحت طبقه اول نسبتاً باریک است. از ضلع، مثلث اتصال پایه ستون‌های بیرونی در دو طرف طبقه اول و پشته و از جلو، مثلث اتصال دهنده دو سر پایه خاکریزی و مرکز پشته برج دروازه تقریباً می‌باشد. مثلث‌های متساوی الاضلاع بنابراین، احساس موقر و پایدار می‌دهد.
در قدیم، یک کشتی در مقابل رودخانه پوتونگ وجود داشت، و گفته می‌شد که دیدن مهمانانی که به دروازه پوتونگ همراهی می‌کردند و از آن خارج می‌شدند، به نام پوتون سونگ‌گک، به عنوان یکی از هشت مکان دیدنی معروف بود. از زمان‌های قدیم دروازه پوتونگ را روزنامه می‌نامیدند، در طول عملیات بازپس‌گیری دژ پیونگ‌یانگ، تعداد زیادی تیر آتشین به سمت دروازه پرواز کرد، اما نسوخت. در پایان، بنابراین مردم آن را دروازه شبح‌وار نامیدند همچنین، در طول جنگ کره، پیونگ‌یانگ به شدت بمباران شد، بنابراین وقتی جنگ به پایان رسید، گفته می‌شود که تنها دو ساختمان سالم وجود داشته است که یکی از آنها ساختمان بانک و دیگری دروازه دشت بود.

### دروازه ته‌دونگ

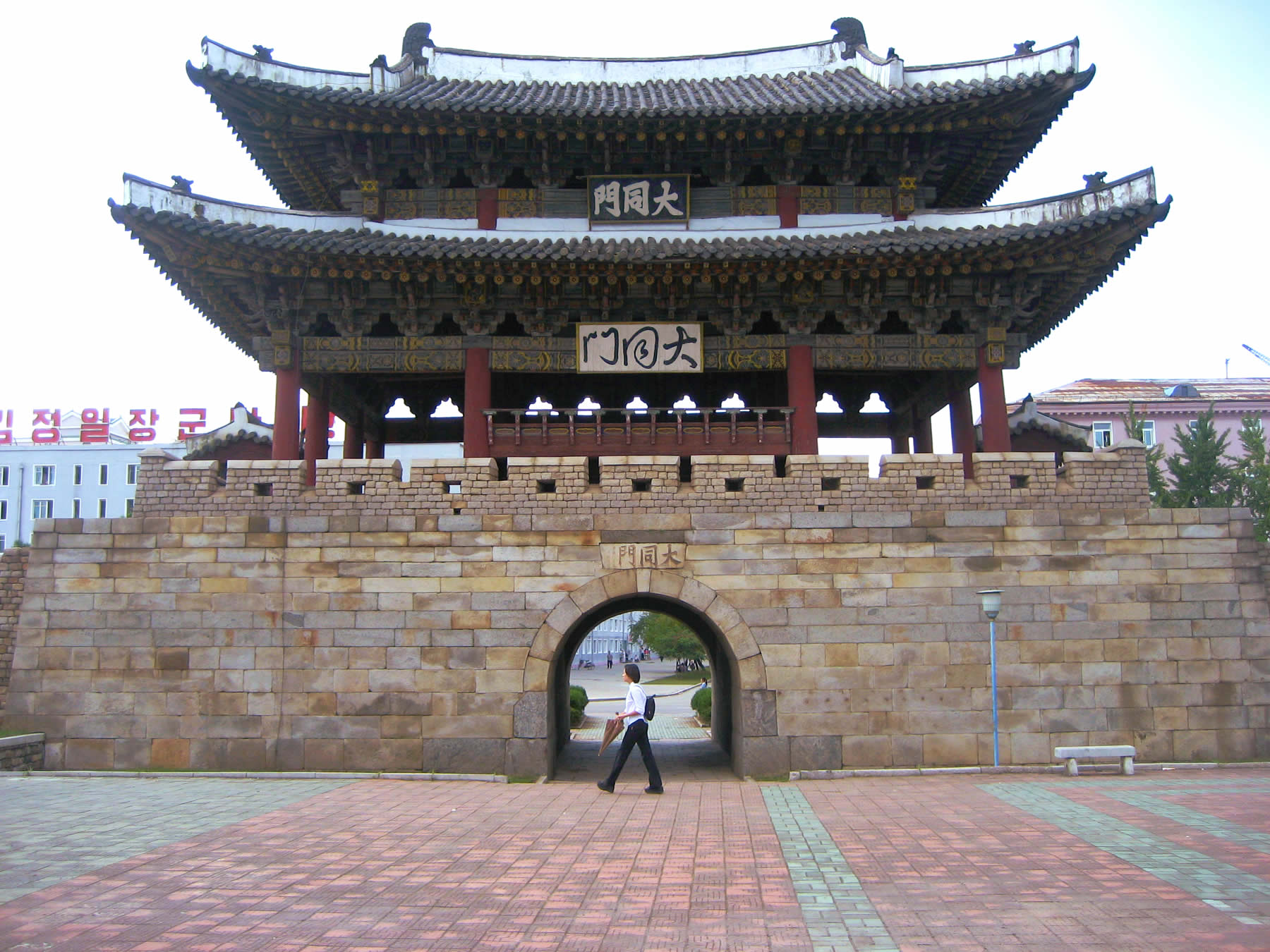
دروازه ته‌دونگ، قلعه پیونگ‌یانگ

ته‌دونگ دروازه‌ای است که ته‌دونگموندونگ، ناحیه جانگ‌گو، پیونگ‌یانگ واقع شده است. در ابتدا در اواسط قرن ششم به عنوان دروازه شرقی نیسونگ، دژ پیونگ‌یانگ گوگوریو ساخته شد. نمونه فعلی پس از چندین تعمیر در سال ۱۶۳۵ میلادی بازسازی شد.
دروازه ته‌دونگ دارای یک دروازه رنگین‌کمان شکل، ۳ کان (۱۵٫۹۱ متر) در جلو و ۳ کان (۱۰٫۳۴ متر) در کنار، بر روی یک خاکریز سنگی بزرگ است و از یک اتاق زیر شیروانی دروازه با سقف شیروانی تشکیل شده است. ارتفاع کل ته‌دونگ ۱۹ متر است. این خاکریز با چیدن سنگ‌های بزرگ به شکلی عجیب و ایجاد زنجیر دیوار کناری و خمش صفحه ای محکم و ایمن است. کف تخته موندانجا نسبت به سایر موندانجاها هٔ
بلندتر است، مرکز آن عریض تر است و حتی یک نرده نیز تعبیه شده است تا در هنگام خم شدن آن را زیبا جلوه دهد. علاوه بر این، ستون‌های طبقه اول و دوم نسبت به سایر ستون‌های دروازه بلندتر است و خود دروازه با ته‌دونگ‌گونگ سه‌لیوانی بافته شده در بالای ستون‌ها، با شکوه ساخته شده است. به‌طور خاص، در ساخت و ساز معماری، ستون‌های گوشه ضخیم‌تر و بلندتر از ستون‌های میانی ساخته می‌شدند و برای حفظ تعادل مکانیکی و ایجاد حس پایداری کمی به جلو متمایل می‌شدند. علاوه بر این، ترکیب جسورانه با استفاده از ستون‌های چوبی ضخیم، نیش قوی اعضای تکیه گاه و فاصله منظم ۱۶ ستون، ته‌دونگ‌گونگ و… دروازه را بزرگ و با وقار می‌کرد. علاوه بر این، ته‌دونگ‌گونگ سه لایه، مجسمه رسمی ساده و ظریف ته‌دونگ‌هوابانگ، و زیبا و درخشان تانچونگ یکی از نمونه‌های معمولی معماری مونتانراک کره‌ای هستند و به وضوح مهارت‌ها و تکنیک‌های برجسته معماری گوگوریویی را نشان می‌دهند.
دروازه ته‌دونگ یک برج دروازه است که توسط گوگوریو هنگام ساختن دژ پیونگ‌یانگ در اواسط قرن ششم ساخته شد و پس از آن چندین بار توسط دزدان دریایی سوزانده شد و برج فعلی در سال ۱۶۳۵ میلادی بازسازی شد. امپراتوری ژاپن با از بین بردن ساختار و تزئینات آن، ایجاد اضافات و تخریب دیوارهای آن، به ظاهر اصلی دروازه ته‌دونگ آسیب رساند، اگرچه در طول جنگ کره آسیب دید، اما در سال‌های ۱۹۵۴ و ۱۹۵۹ تعمیر و بازسازی شد.

### زنگ دروازه ته‌دونگ
زنگ دروازه ته‌دونگ پیونگ‌یانگ به زنگی گفته می‌شود که در زمان پادشاهی چوسان ساخته شد و در غرفه دروازه ته‌دونگ آویزان شد. به عنوان یک گنج ارزیابی می‌شود. این زنگ هشدارهای اضطراری و اطلاعات زمانی را تا دهه ۱۸۹۰ به شهروندان پیونگ‌یانگ ارائه می‌کرد. زنگ فعلی در سال ۱۷۲۶ بازسازی شد و ۳٫۱ متر ارتفاع، ۱٫۶ متر قطر و ۱۳٫۵ تن وزن دارد.

### کاخ اولمیلته

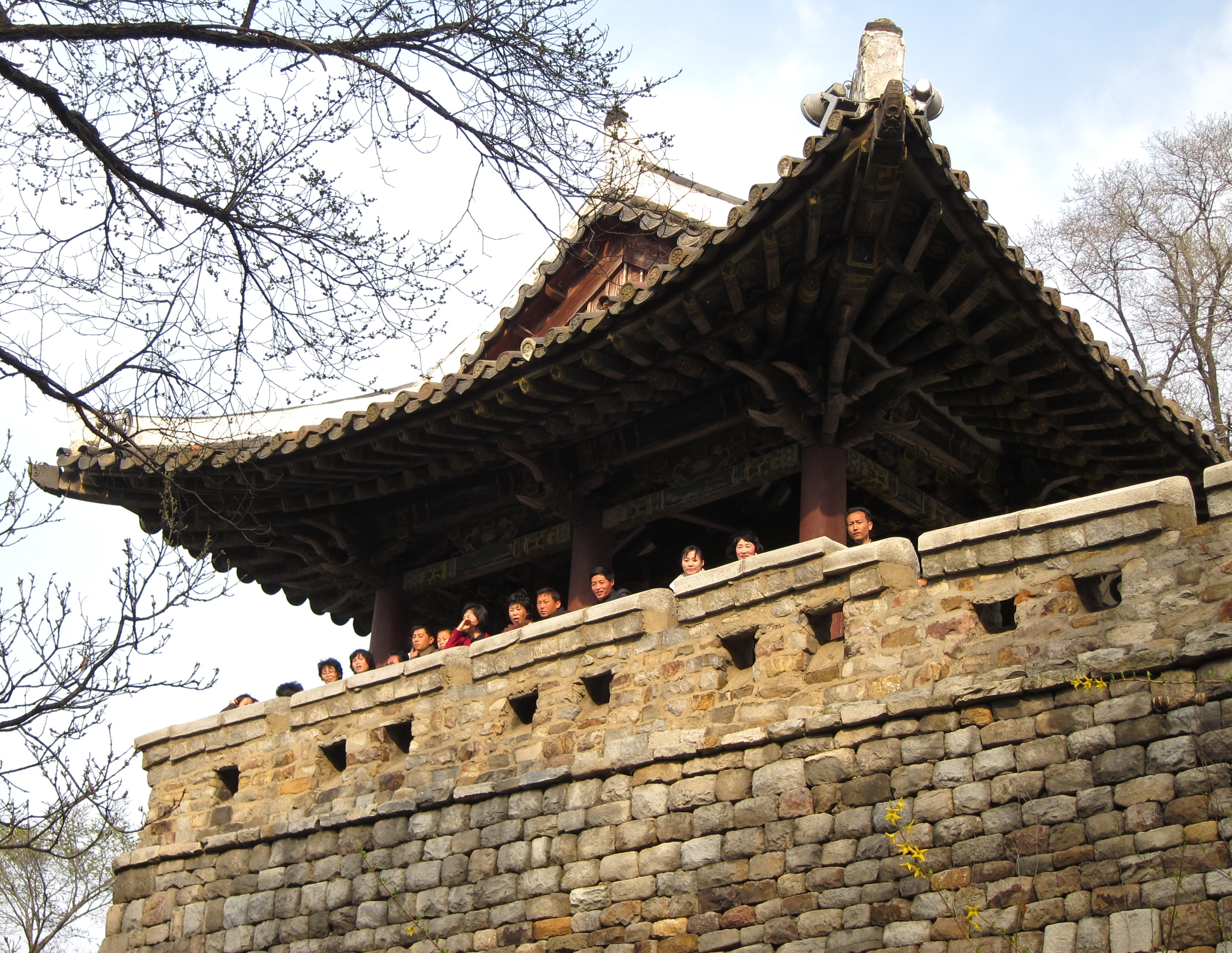
کاخ اولمیلته، قلعه پیونگ‌یانگ

اولمیلته یک کاخ است که در اواسط قرن ششم به عنوان قطب شمالی کاخ داخلی گوگوریو در قلعه پیونگ‌یانگ، واقع در زیر قله اولمیلبونگ در کوه گئومسوسان در جانگ‌گو، پیونگ‌یانگ ساخته شده است. با نگاهی به ریشه نام «اولمیلده»، داستانی وجود دارد که مدت‌ها پیش، «اولمیل یوجونگ» پس از عاشق شدن به مناظر شگفت‌انگیز از آسمان برای بازی در این مکان سقوط کرد و ژنرال اولمیل یوجونگ، و پسرش ژنرال اولجی موندوک برای محافظت از این مکان جنگید. ظاهر کنونی در چهلمین سال سلطنت پادشاه سوکجونگ (۱۷۱۴) در زمان پادشاهی چوسان، زمانی که خاکریز تعمیر شد، بازسازی شد. این مکان به عنوان مکانی که گانگجوریونگ، فعال کارگری در سال ۱۹۳۱ در ارتفاع بالا دست به تحصن زد، معروف است و اخیراً در سال ۱۹۶۰ بازسازی شده است.

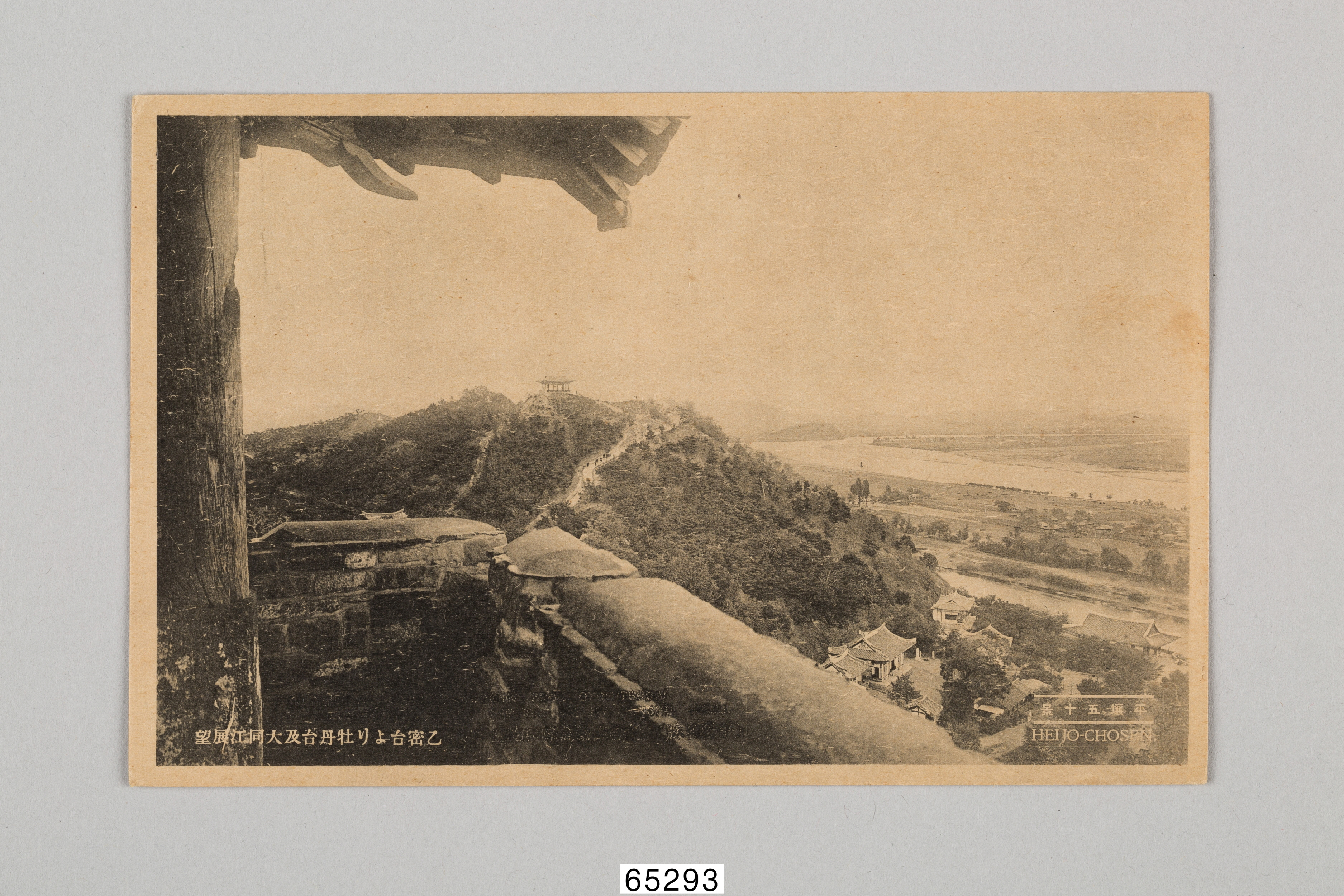
نمایی از مورانبونگ و رودخانه ته‌دونگ که از اولمیلته دیده می‌شود.

با نگاهی به سازه، بر روی خاکریزی به ارتفاع ۱۱ متر ساخته شده و دارای سقف شیروانی یک طبقه با ۳ اتاق (۷٫۴۶ متر) در جلو و ۲ اتاق (۵٫۲۹ متر) در طرفین است. این ستون برای محافظت در برابر باد و باران با نگه داشتن یک ستون سنگی مربعی به ارتفاع ۱ متر در پایین و سپس ساختن یک ستون آویز در بالای آن ساخته شده است. چشم‌اندازها به قدری زیبا است که «بازی بهاری در اولمیلته» به عنوان یکی از «هشت منظره منظره از پیونگ‌یانگ» انتخاب شده است.

### دروازه چیلسونگ

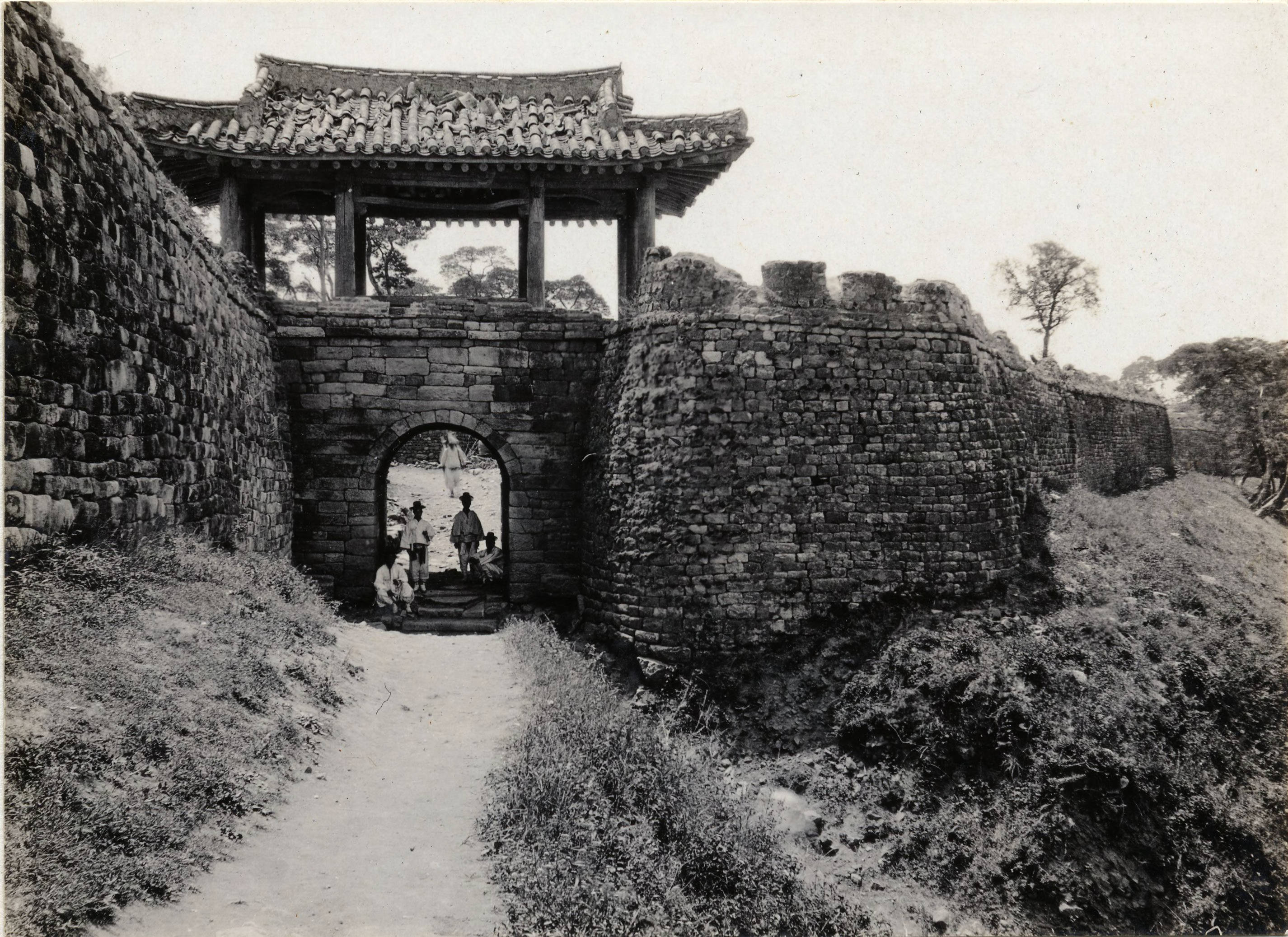
دروازه چیلسونگ، قلعه پیونگ‌یانگ (۱۹۰۸ میلادی)

دروازه چیلسونگ یکی از دروازه‌های دژ پیونگ‌یانگ سونگ است و در گیونگساندونگ، ناحیه جانگ‌گو، شهر پیونگ‌یانگ واقع شده است. این دروازه اولین بار در اواسط قرن ششم در دروازه شمالی نیسونگ، دژ پیونگ‌یانگ گوگوریو ساخته شد و در زمان پادشاهی چوسان در سال ۱۷۱۲ پس از میلاد بازسازی شد. این نام به معنای دروازه شمالی از دب اکبر واقع در قسمت شمالی آسمان گرفته شده است. برج دروازه این دروازه دژ یک ساختمان یک طبقه است که دارای ۳ اتاق در جلو به طول ۷٫۳۸ متر و ۲ اتاق در طرفین به طول ۴٫۳۶ متر است. برج دروازه دارای ستون‌های آویزان بود که در همه جهات می‌چرخیدند، و مرکز جلو کمی عریض تر شد تا از جاده دروازه رنگین‌کمان جلوگیری شود. هیچ سوراخی وجود نداشت و کولئوپتیل‌های زیبایی در زیر تیرها قرار داشتند.

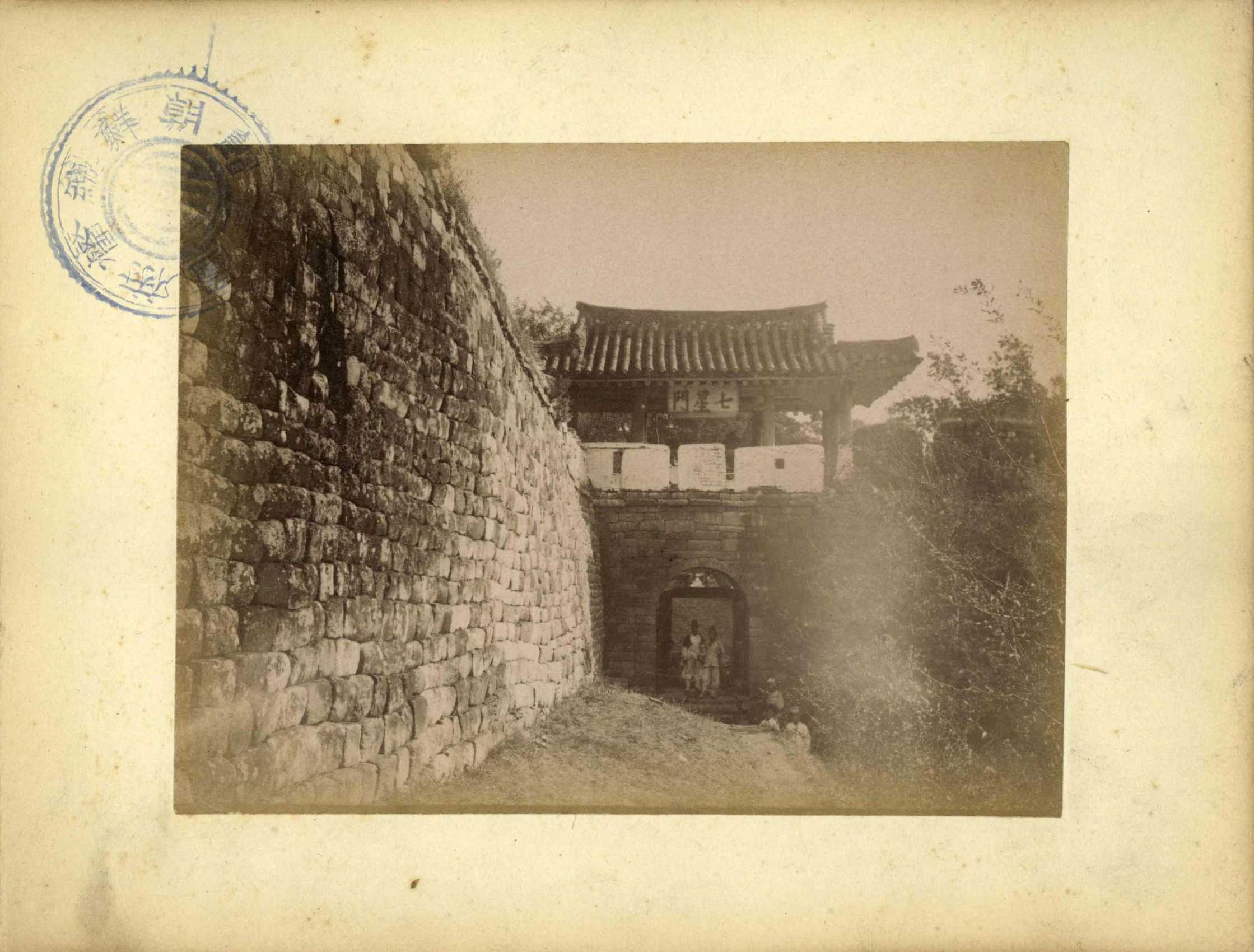
دروازه چیلسونگ، قلعه پیونگ‌یانگ (۱۹۰۰ میلادی)

فضای داخلی ساختمان خنک با سقف طاقدار است و کف محفظه میانی با کف پوش پوشانده شده است. برج دروازه با کاشی‌های سندان رنگارنگ تزئین شده بود تا ظرافت ساختمان را افزایش دهد. سقف از نوع مفصلی تک لبه ای است. این بنا برای ساختن دژی در کنار دروازه دژ طراحی شده بود تا بتواند حمله‌ای متمرکز به دشمنانی که به سمت قلعه می‌آیند انجام دهد.

### دروازه هیونمو

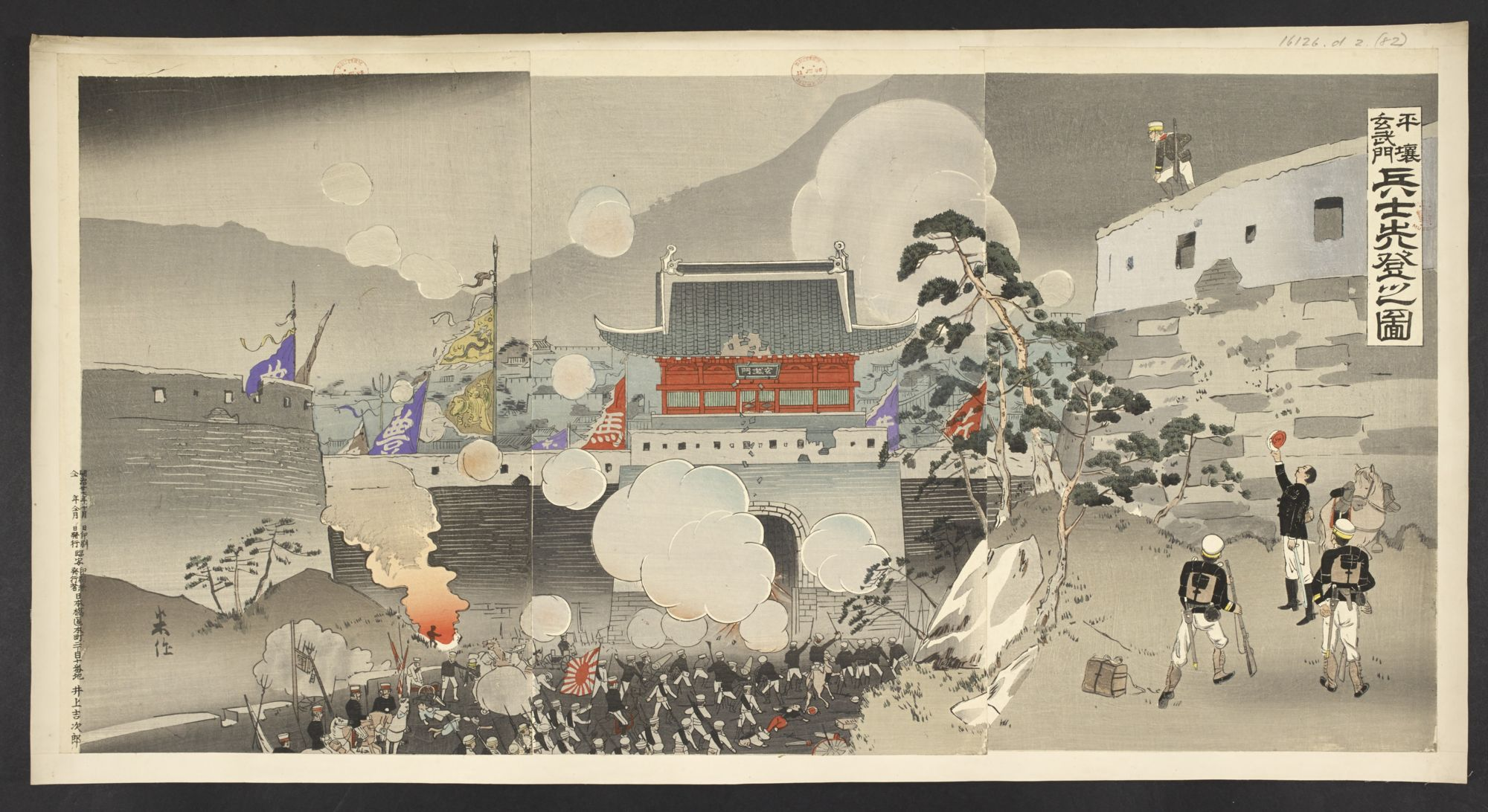
یادبود اشغال دروازه هیونمو در طول جنگ اول چین و ژاپن

دروازه هیونمو در گیونسانگدونگ، جانگ‌گو ناحیه، شهر پیونگ‌یانگ واقع شده است. این برج برای اولین بار به عنوان دروازه شمالی بوکسونگ در طول ساخت دژ پیونگ‌یانگ، پایتخت سلطنتی گوگوریو در اواسط قرن ششم ساخته شد و چندین بار بازسازی شد. نام دروازه هیونمو از «هیونمو» گرفته شده است که خدای دفاع شمالی در میان چهار خدا محسوب می‌شود. این دروازه که بین قله مورانبونگ و اولمیلته قرار دارد، همچنین به عنوان دروازه ای برای دفاع شمالی از دژ پیونگ‌یانگ عمل می‌کند.
بیرون دروازه، دیوارهای اونگسونگ در سمت چپ و راست ساخته شد تا ورودی دروازه را باریک کند، و برج دروازه ۷٫۰۵ متر طول با ۳ اتاق در جلو و ۳٫۱ متر در کنار به سبک شیروانی تک لبه دارد. داخل ساختمان با سقف بشکه ای ساخته شده بود و از همه طرف باز بود و با دانچونگ سندان پوشانده شد تا به خوبی با مناظر طبیعی اطراف ترکیب شود. اگرچه مقیاس بزرگ نیست، اما فرمت دروازه گوگوریو را به خوبی حفظ می‌کند.

### تپه مورانبونگ

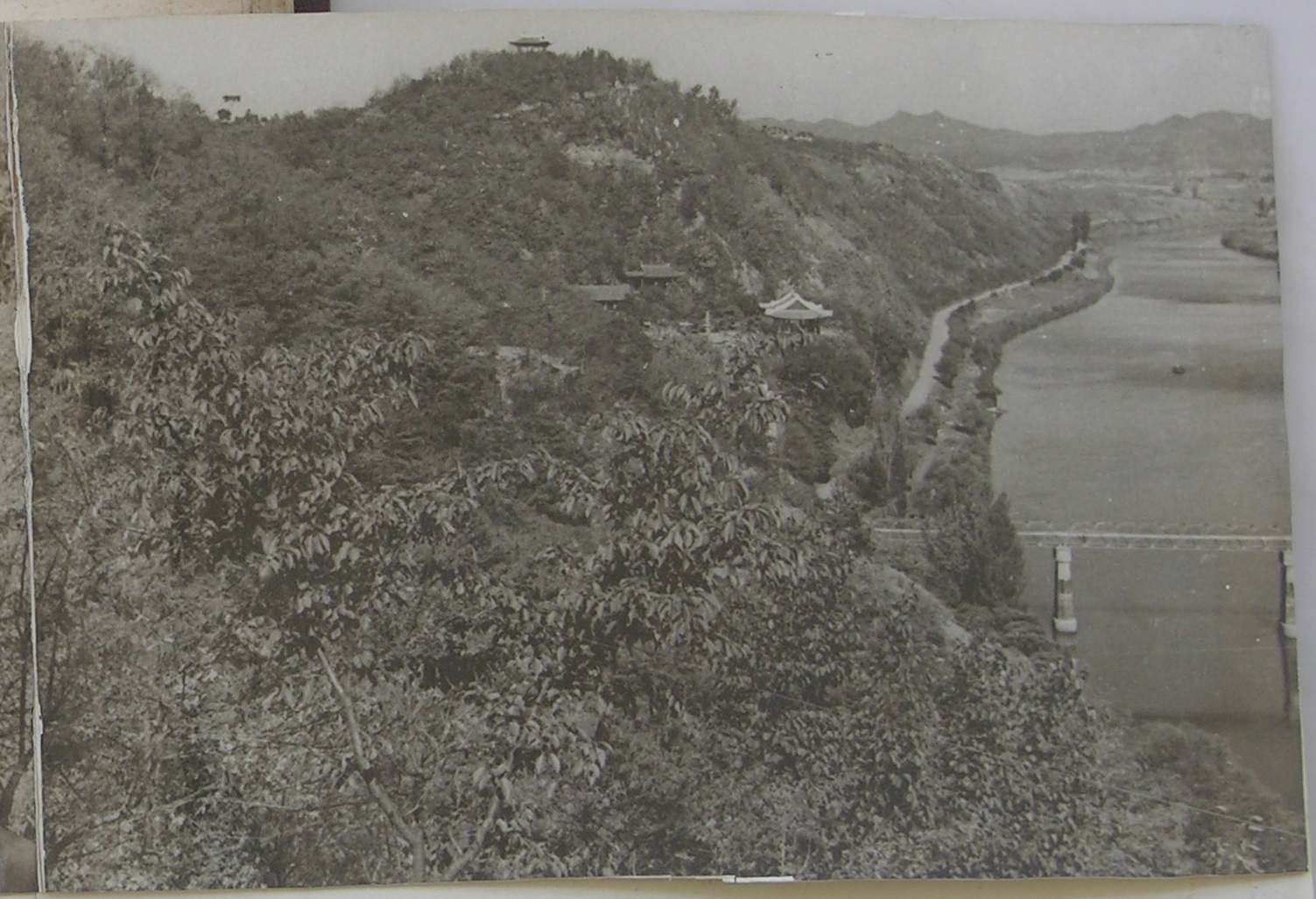
منطقه مورانبونگ (۱۹۴۹ م) در بالا چوی سونگ‌ته قرار دارد و در زیر آن می‌توانید معبد یونگ میونگسا، بوپیوکنو و پل بیوکگیو را ببینید.

مورانبونگ تپه‌ای کوچک در ناحیه مورانبونگ، شمال مرکز پیونگ‌یانگ، کره شمالی است و در بالای آن چوی‌سونگ‌دای قرار دارد. گفته می‌شود که آن را مورانبونگ می‌نامیدند زیرا ظاهر کلی آن شبیه گل است. مناطق اطراف در مجموع کوه گومسوسان نامیده می‌شوند. از شرق با رودخانه ته‌دونگ هم‌مرز است و در جنوب، شمال و غرب دره‌هایی وجود دارد. حتی در پیونگ‌یانگ، مناظر عالی است و به آن یکی از هشت منظره چوسان یا هشت منظره منظره پیونگ‌یانگ می‌گویند.

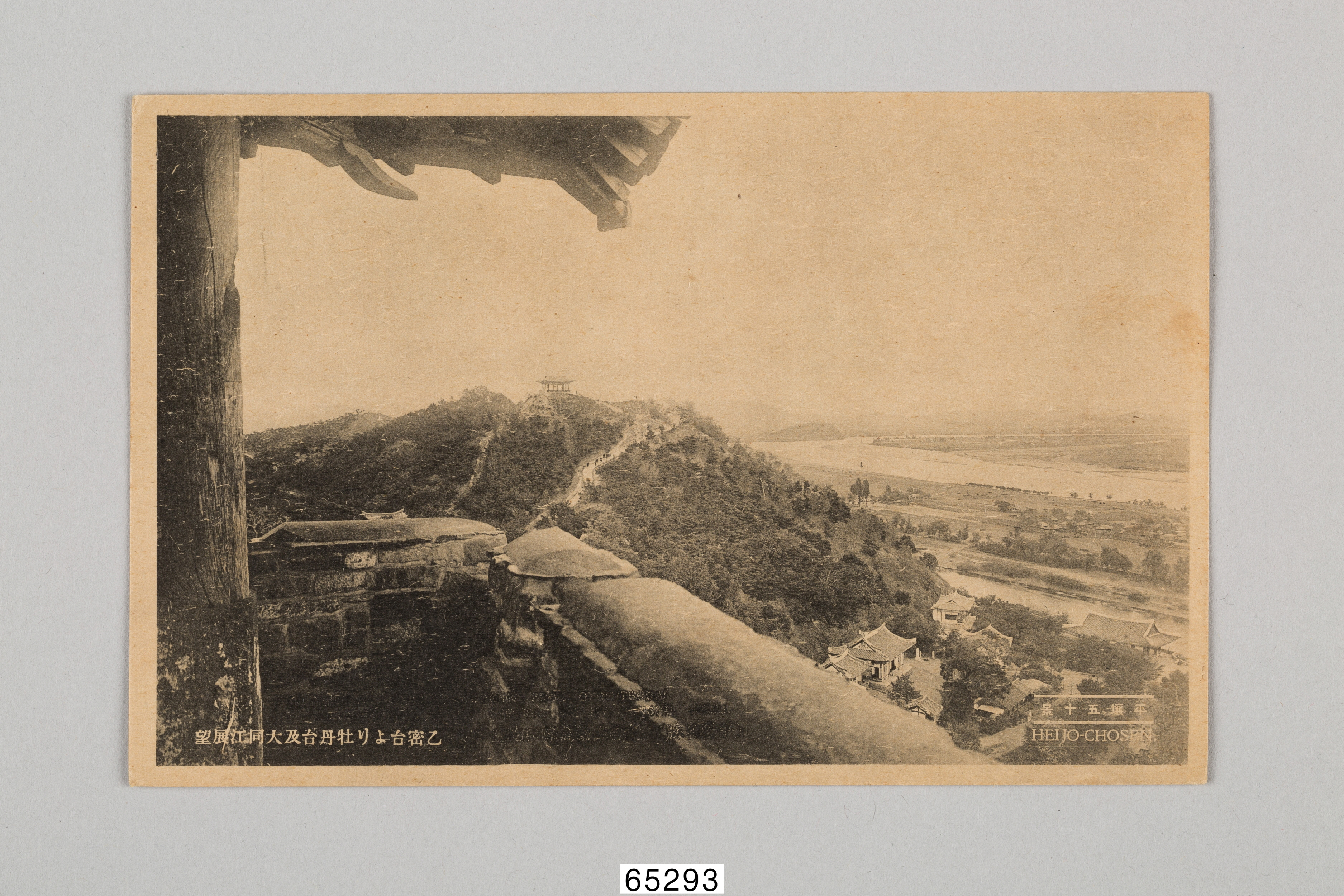
نمایی مورانبونگ و رودخانه ته‌دونگ که از اولمیلته دیده می‌شود

از دوره گوگوریو، این دژ محافظت از شمالی‌ترین قسمت دژ پیونگ‌یانگ بوده است و دیوارها و غرفه‌های آن هنوز باقی مانده است. در طول تهاجم ژاپنی‌ها به کره، کاخ و معبد توسط ارتش ژاپن ویران شد. قلعه موراندای در طول جنگ اول چین و ژاپن توسط دودمان چینگ دفاع شد و از ۱۵ سپتامبر ۱۸۹۴ به محل نبرد شدید علیه ارتش ژاپن تبدیل شد. هنگامی که این دژ سقوط کرد، دژ پیونگ‌یانگ سقوط کرد.

## تاریخ

### گوگوریو
پس از انتقال پایتخت از گونگنه‌سونگ به پیونگ‌یانگ سونگ، تا زمان سقوط گوگوریو به پایتخت گوگوریو تبدیل شد.
در سال ۵۵۲، در زمان پادشاهی یانگ‌وون، تغییر مکان پایتخت تصمیم‌گیری شد و انتخاب محل ساخت و ساز و طرح ساخت و ساز آغاز شد. ساخت قلعه داخلی در سال ۵۶۶ آغاز شد، پایتخت در سال ۵۸۶ تغییر مکان داد، ساخت دیوارهای میانی و بیرونی در سال ۵۸۹ آغاز شد و سرانجام در سال ۵۹۳ به پایان رسید.
چهار پادشاه بزرگ، از جمله پادشاه پیونگ‌وون، پادشاه یونگ‌یانگ، پادشاه یونگ‌نیو و شاه بوجانگ در اینجا بر تخت نشستند و افسانه اوندال، افسانه ژنرال اوندال و دخترش پرنسس پیونگ‌گانگ ایجاد شد، جنگ‌های بین‌المللی مانند جنگ گوسو و جنگ گودانگ آغاز شد و یون گه سومون بنیانگذار جناح جوهوا شد. در عوض شورش ماکیجی که ۱۸۰ نفر و پادشاه یونگ‌نیو را کشت و پادشاه بوجانگ را بر تخت سلطنت نشاند، با ایجاد حکومت قبیله یون متشکل از سه نفر دنبال شد. یون گه سومون، «یون نامسنگ» و «یون نامگون». علاوه بر این، درگیری سیاسی بین ارباب دژ آنشی و یون گه سومون رخ داد.
زمان انتقال پایتخت به پیونگ‌یانگ زمانی بود که دستاوردهای فعالیت‌های فتح انباشته شده در دوران پادشاهی گوانگ‌گه‌تو بزرگ و شاه جانگسو و سیستم متمرکز توسعه یافته در دوران پادشاهی گگوگچون و سوسوریم تکمیل شد و بر این اساس ۱۰۰٫۰۰۰ تا ۱۵۰٫۰۰۰ سرباز در جنگ علیه سلسله‌های متحد چین مانند سویی و تانگ مستقر شدند که با بسیج توانستند پیروز شوند و این نقطه ای بود که قدرت ملی کامل‌ترین بود. با این حال، بر سر ورود شاهزاده به چانگ‌آن، دولت به دو بخش تقسیم شد و شورش مکجی رخ داد که در آن جناح ضد تانگ، جناح طرفدار تانگ را قتل‌عام کرد و اوضاع سیاسی را بیش از هر زمان دیگری آشفته کرد. در پایان، اختلافات داخلی بین برادران درگرفت و شینسونگ خائن، نابودی گوگوریو را تسریع کرد.

### گوریو
بر اساس هویت گوریو به عنوان جانشین گوگوریو، آن را سوگیونگ می‌نامیدند و به عنوان یک دژ شهر مرزی عمل می‌کرد. این به قدری مهم بود که این بحث مطرح شد که سوگیونگ باید در جریان شورش میوچونگ به پایتخت منتقل شود.

### چوسان
این دژ به عنوان یک دژ در منطقه مرکزی منطقه استان پیونگان خدمت می‌کرد. در طول تهاجم ژاپنی‌ها به کره، چندین نبرد پراکنده در دژ پیونگ‌یانگ بین نیروهای چوسان، ژاپنی‌ها و دودمان مینگ رخ داد. همان‌طور که در نبرد پیونگ‌یانگ مشاهده شد، نبردهای شدیدی از دور اول تا چهارم روی داد. در پایان پادشاهی چوسان، نبرد پیونگ‌یانگ (۱۸۹۴ م) رخ داد و دودمان چینگ و امپراتوری ژاپن در اینجا جنگیدند.

### اشغال ژاپن
امپراتوری ژاپن که به چوسان حمله کرد، دیوارهای دژ پیونگ‌یانگ را ویران کرد.

### کره شمالی
نبرد پیونگ‌یانگ (۱۹۵۰ میلادی) در جنگ کره رخ داد. از آنجایی که دارایی‌های فرهنگی دوران گوگوریو و گوریو نسبت به کره جنوبی بیشتر است، از دروازه باتون، دروازه ته‌دونگ، اولمیته و مورانگبونپیگ دژ پیونگ‌یانگ به عنوان دارایی‌های فرهنگی استفاده می‌شود. اولین گنجینه ملی کره شمالی دژ پیونگ‌یانگ است.